# Pseudophasma quitense
Pseudophasma quitense är en insektsart som först beskrevs av Henri Saussure 1868.  Pseudophasma quitense ingår i släktet Pseudophasma och familjen Pseudophasmatidae. Inga underarter finns listade i Catalogue of Life.